# Dionísio Pereira
Dionísio do Reino Pereira (Ilha de Orango Grande, Guiné Bissau 30 de Dezembro de 1985) é um engenheiro e político guineense. Atualmente é o ministro das Pescas e economia marítima.

## Biografia
Licenciou-se em Ciências da Computação, em 2012, e em 2015 fez mestrado em Geologia, ambos pela Universidade Federal do Ceará (Brasil). Professor na Universidade Lusófona da Guiné, entre 2014 a 2018. Desempenhou a função do Assessor do Primeiro-ministro para área de Juventude e Emprego. Formou-se na escola política do PAIGC, onde é militante desde 2004. Em 2017, eleito Secretário-geral da Juventude Africana Amílcar Cabral. Membro do Bureau Político e do Comité Central, como também faz parte da equipa da Coordenação do Cadastro dos militantes e simpatizantes do PAIGC. Exerceu o cargo do Secretário de Estado Da Juventude e Desportos no executivo de Aristides Gomes (2019-2020). Foi eleição deputado da nação para a XI legislatura  no círculo eleitoral 11. 